# 35-ös főút (Magyarország)
A 35-ös számú főút Nyékládházától Debrecenig ér. Hossza 86 km.

## Települései
Nyékládháza, Nagycsécs, Sajószöged, Tiszaújváros, Polgár-külterülete, Görbeháza, Pród (Hajdúböszörmény része), Hajdúböszörmény, Józsa (Debrecen része), Debrecen.

## Története
1934-ben a kereskedelem- és közlekedésügyi miniszter 70 846/1934. számú rendelete szinte a mai teljes hosszában harmadrendű főúttá nyilvánította, Ónod és Debrecen közti szakaszát a Miskolc-Debrecen közti 331-es főút részeként, rövid, Nyékládháza-Ónod közti szakaszát pedig 332-es útszámozással. A döntés meghozatalakor – legalább tervszinten – bizonyosan napirenden volt már a néhány évvel később át is adott, régi polgári Tisza-híd megvalósítása, de a rendelet alapján 1937-ben elkészült közlekedési térkép még az útnak a híd környéki, illetve mai tiszaújvárosi átvezető szakaszát is kiépítetlennek mutatta; a térséget érintő autóbusz-forgalom Sajószögeden és Sajóörösön keresztül, majd egy azóta részben felhagyott, de még nyomon követhető útvonalon, Tiszaszederkény és Tiszapalkonya lakott területein keresztül haladt, majd Palkonya és Polgár között komppal szelte át a folyót.
Ezt a 35-ös útszámozást akkor a Bodrogkeresztúr-Nyírbátor-Vállaj közti útvonal kapta meg, utóbbit a második világháború éveiben, az első és második bécsi döntést követő időszakban meghosszabbították Zilahon át Kolozsvárig.
Egy dátum nélküli, feltehetőleg 1950 körül készült közúthálózati térkép viszont már lényegében a teljes mai szakaszát másodrendű főútként jelöli, csak éppen 36-os útszámozással. (A 35-ös útszámot abban az időben a Bodrogkeresztúr-Nyíregyháza útvonal viselte.)